# Nuda sexy noia
Nuda sexy noia è un singolo del cantautore italiano Tropico, pubblicato il 22 aprile 2022.

## Descrizione
Tropico commenta così il brano:

## Video musicale
Il video, diretto da Mirko Salciarini, è stato reso disponibile il 10 maggio 2022 attraverso il canale YouTube del cantautore.

## Tracce
Testi e musiche di Davide Petrella, Alessandro Pulga, Stefano Tognini, Rosario Castagnola e Sarah Startuffo.
1. Nuda sexy noia – 3:00